# Chocolate Love
Chocolate Love è un singolo interpretato dai gruppi sudcoreani Girls' Generation e f(x) pubblicato per promuovere il telefono cellulare LG Cyon New Chocolate Phone. È stato pubblicato il 7 ottobre 2009, mentre gli spot televisivi sono iniziati il 10 ottobre 2009. Esistono due versioni del brano: la "Retro Pop Version" cantata principalmente dalle Girls' Generation, e la "Electro-pop Version" cantata principalmente dalle f(x). La versione "Electronic Pop" differisce dalla "Retro Pop" in quanto il brano è cantato più velocemente, e contiene una parte rap interpretata da Amber.

## Tracce
f(x)
1. Chocolate Love (Electro-pop version) - 3:34

Girls Generation
1. Chocolate Love (Retro-pop version) - 3:41